# 不確定存在的太陽系外行星列表

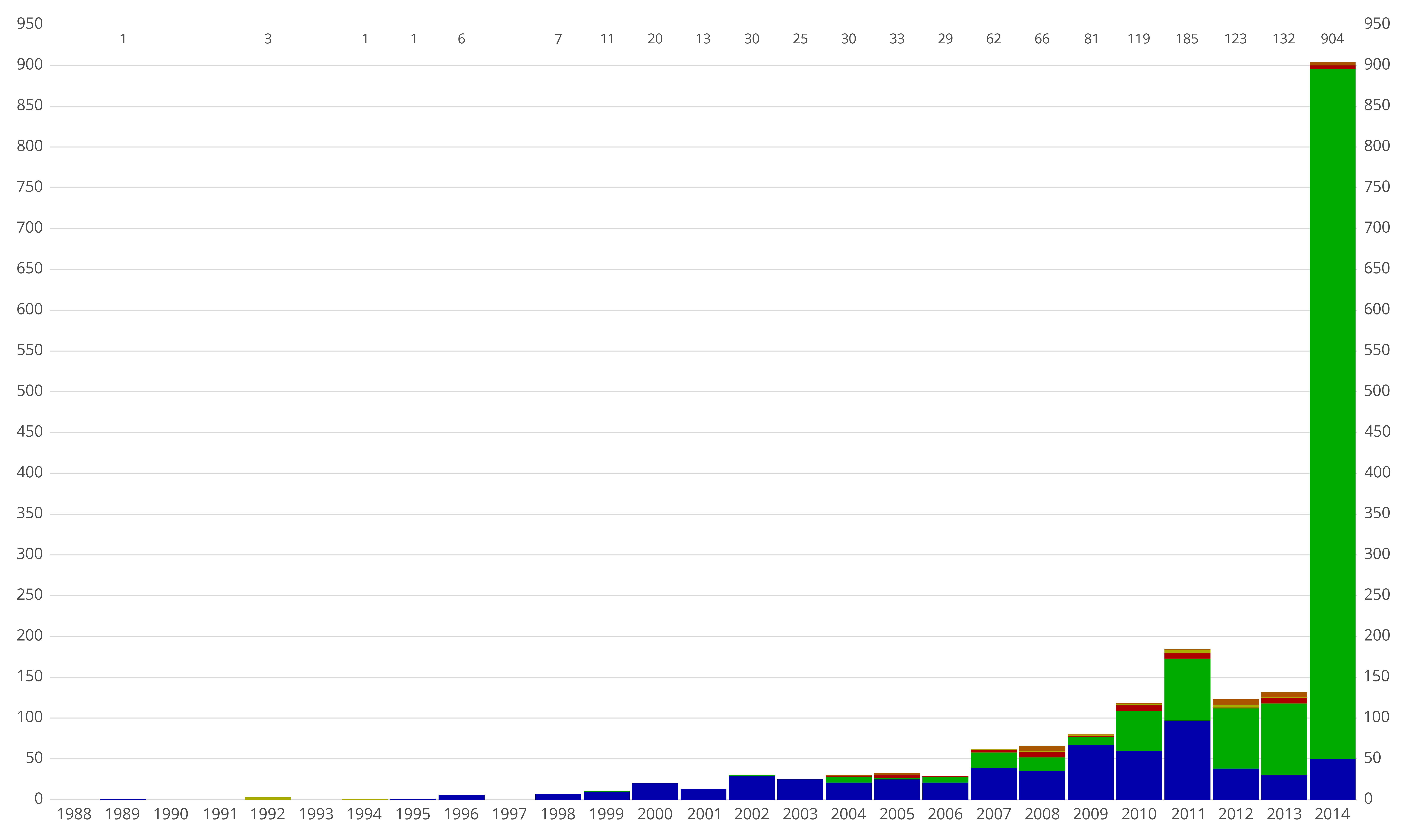
每年發現的太陽系外行星。（放大）

目前有52個太陽系外行星有可能存在，但還是不確定。克卜勒太空望遠鏡於2011年列出一份太陽系外行星候選列表，包含1235顆行星候選。

## 不太可能擁有太陽系外行星的恆星列表
目前有20個太陽系外行星，本來認為有可能存在，但現在看來似乎不太可能存在

## 已確定沒有太陽系外行星的恆星列表
以前認為有可能存在，經過觀測後，確定已有12個確定不是太陽系外行星。
（下面的數據都是未被證明前的猜測）

## 擁有縫隙的原行星盤列表

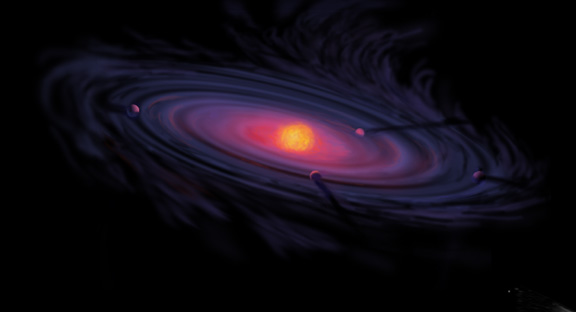
原行星盤的假想圖。

目前有10個恆星有的原行星盤有縫隙，這也意味著他們可能有行星在縫隙中的出現。